# Рейсинг Пост
Рейсинг Пост — британська щоденна газета про скачки, собачі перегони і беттінг, що видається в друкованій формі і в інтернеті.
30 травня — 3 липня 2011 року мала наклад 56,507.

## Історія та становлення
Газета була заснована в квітні 1986 року шейхом Мохаммедом ібн Рашид аль-Мактумом. Бренди The Betting та Soccerbase [Архівовано 13 листопада 2019 у Wayback Machine.] також належать виданню. Газета друкує все, що пов'язано зі ставками на перегонах.

### Weekender
Газета виходить кожен тиждень. Вона розрахована на те, щоб подивитися на найкращі ставки для британських і ірландських скачок на тиждень вперед, з особливим акцентом на вихідні. До регулярних авторів можна віднести Тома Сігала (Pricewise) і Пола Кіла.

### RPSunday
Щотижнева колонка, що міститься у кожному недільному випуску. Вона складається з:
- The Big Read — ексклюзивне інтерв'ю з ключовою фігурою у певній галузі;
- Q + A — інтерв'ю з іншою помітною особою;
- Історія популярних коней;
- На місці — показує різні іподроми, стайні тощо;
- Спортивні кросворди.

### Гонки та футбол
Щотижнева газета, що моніторить кращі ставки на середину тижня та вихідні дні у футболі та гонках.

### Racing Post TV
Аудіовізуальна платформа Racing Post містить велику кількість відеороликів і підкастів для любителів гонок. Вона має власну Twitter-стрічку та канали YouTube Post для перегляду спортивних каналів та відео.

### Racing Post B2B
Racing Post B2B надає продукти та послуги у Великій Британії, Ірландії та за кордоном.

## Команда
Серед авторів та оглядачів слід виділити таких як:
- Віллі Маллінс
- Сем Твістон-Девіс
- Том Сігал
- Пол Кілі
- Лі Моттерсхед
- Брюс Міллінгтон
- Річард Хьюз
- Річард Форрістал
- Том Керр
- Джуліан Маскат
- Пітер Томас
- Кевін Пульєн
- Аластар Давн